# Deutsche Vaterlandspartei
El Deutsche Vaterlandspartei (DVLP, Partido de la Patria Alemana) fue un partido ultraderechista de corta duración en el Imperio alemán, activo durante la última fase de la Primera Guerra Mundial.
Con el respaldo de la Alldeutscher Verband (Unión Pan Alemana o Liga Pangermana), el partido fue fundado a fines de 1917 y acogió en su seno a distintas ideologías: conservadores, nacionalistas, antisemitas y völkisch. Entre los miembros fundadores estaban Wolfgang Kapp (que más tarde sería conocido por su intento de golpe de Estado) y el almirante Alfred von Tirpitz. Walter Nicolai, jefe del servicio secreto militar, también fue simpatizante del partido. Su influencia política alcanzó su punto máximo en el verano de 1918, cuando tenía alrededor de 1 250 000 miembros. Su principal fuente de financiación fue el Oberste Heeresleitung (OHL), el alto mando del Ejército Imperial Alemán. 
A pesar de todo esto, el partido se disolvió oficialmente el 10 de diciembre de 1918, durante la Revolución de Noviembre. La mayor parte de sus miembros ingresaron en el Partido Nacional del Pueblo Alemán (DNVP).
Uno de los miembros, Anton Drexler, pasó a formar una organización similar, el Partido Obrero Alemán, que más tarde se convirtió en el Partido Nacionalsocialista Obrero Alemán (Partido Nazi) que llegó al poder en 1933 con Adolf Hitler.